# Super Sidekicks (videojuego)
Super Sidekicks es un videojuego de fútbol de arcade de 1992 desarrollado y lanzado por SNK como el primer videojuego de la saga homónima y el segundo juego de fútbol de Neo Geo tras Soccer Brawl (1991). Como un juego de arcade el jugador podía enfrentar a la inteligencia artificial del juego u otro jugador con el equipo de su elección con un control de dos botones.
Liderado por Eikichi Kawasaki, Super Sidekicks fue desarrollado por miembros que ya habían trabajado para varios proyectos para plataformas de Neo Geo en SNK. Primero fue lanzado para el hardware MVS, y más tarde iría para Neo Geo AES y Neo Geo CD, y posteriormente sería relanzado en servicios de descarga para varias consolas. El título fue popular entre los jugadores y tuvo una recepción positiva en los críticos; alabando la dirección y la presentación gráfica, así como la velocidad del juego pero criticaron varios aspectos diferentes. Después desarrollaron varios videojuegos como secuela.

## El Juego
Super Sidekicks es un videojuego de fútbol utilizando gráficos en 2D con sprites. La jugabilidad estaba basada en otros juegos similares de fútbol siguiendo las reglas de la época, utilizando un modelo más de arcade para tener una mejor simulación, utilizando un simple comando de controles de dos botones. El juego cuenta con 12 equipos divididos en dos grupos que participaban en la llamada "SNK Cup": Grupo A (Alemania, Italia, España, Inglaterra, México y Japón) y el Grupo B (Argentina, Holanda, Brasil, Francia, Estados Unidos y Corea del Sur), además de incluir a un equipo secreto llamado Superstars que utilizaba uniforme amarillo y negro, pero que solo estaba disponible para jugar contra otro jugador o en el sistema AES.
El jugador enfrentaba a todos los equipos del grupo para luego jugar semifinales y la final para ganar la copa. Tenía una mecánica secreta que afectaba los partidos individuales; En un tiro libre a favor de la AI, si el jugador presionaba el botón del segundo jugador, la AI hacía un tiro corto cuando con el botón A en realidad debería hacer un tiro largo. Otro error estaba con el uniforme de España que era igual que el de Portugal, lo que fue corregido en las futuras secuelas. otro error estaba en el uniforme de México ya que era amarillo con rojo, lo que en la secuela fue corregido.

## Desarrollo y lanzamiento
Super Sidekicks fue el segundo juego de fútbol desarrollado para Neo Geo MVS después de Soccer Brawl, creado por trabajadores que ya tenían experiencia en otros proyectos para plataformas de Neo Geo en SNK como Ghost Pilots y Alpha Mission II. El productor fue Eikichi Kawasaki a cargo de la creación del juego, junto a Kenji "Ishimotti" Ishimoto como diseñador. Los miembros del Shinsekai Gakkyoku Zatsugidan Yoshihiko "Jojouha Kitapy" Kitamura y Yoko Osaka diseñaron el sonido. Masato "Mioshi" Miyoshi, "S K", "Younger Face", Eri Koujitani, J. Mikami y Mori-P fueron los responsables del pixel art. Los programadores bajo los seudónimos "Mabushi", "Narutaki" y "EP82boy" se encargaron de la codificación. Tuvieron la colaboración de otros miembros en este caso. El staff de SNK buscó trasladar es espectáculo y acción de los juegos de lucha al fútbol.
Super Sidekicks fue lanzado por SNK para el Neo Geo MVS el 14 de diciembre de 1992, y para Neo Geo AES el 19 de febrero de 1993. Fue presentado durante el IMA Show de 1993 en Frankfurt. Más tarde el juego sería relanzado para Neo Geo CD en Japón el 31 de marzo de 1995, y después en Norteamérica en octubre de 1996. En 2010 salió una versión de M2 para la NEOGEO Station publicado por SNK Playmore en PlayStation Network. El título está disponible para una de 20 servicios de descarga para Neo Geo X. Hamster Corporation relanzó el juego para Nintendo Switch, PlayStation 4 y Xbox One en julio de 2017 dentro de la serie Arcade Archives. El título recientemente fue incluido en la versión internacional de Neo Geo mini, la Neo Geo Arcade Stick Pro en el dispositivo Handheld TV game y la Neo Geo MVSX.

## Recepción
Super Sidekicks tuvo una recepción positiva tanto de jugadores como de críticos. En Japón, ja colocaron a Super Sidekicks el 1 de marzo de 1993 entre los cuator juegos de arcade más populares. RePlay colocó a Super Sidekicks entre los 10 videojuegos de arcade más populares. Marc Menier y Robert Barbe de fr criticaron la presentación pero elogiaron los gráficos, animaciones, diseño de sonido, jugabilidad y longevidad, iniciando con que "Super Sidekicks recrea maravillosamente la atmósfera de los partidos de fútbol." Christophe Delpierre de fr valoró muy bien el diseño gráfico, sonido, jugabilidad, dificultad y longevidad. Andreas Knauf de de complementó el detalle gráfico con la jugabilidad, recordando que es mejor juego que Soccer Brawl. Paolo Cardillo de it elogió el aspecto visual, audio, jugabilidad y longevidad, iniciando que Super Sidekicks es "sin duda divertido, mucho más de lo esperado por Neo Geo." Así mismo, Piemarco Rosa de it comentó el aspecto visual, animación de sprites y un perfecto juego de arcade pero criticó eldiseño de sonido por inapropiado.
Michael Schnelle de Megablast comentó sobre el aspecto visual pero mezcló otros aspectos. Marcos García de Hobby Consolas valoró muy positivo el aspecto visual, diseño de sonido y jugabilidad, remarcando que Super Sidekicks como "el más directo, divertido y adictivo juego de fútbol en la historia de los videojuegos." Sin embargo, García criticó la poca cantidad de equipos y que en algunos momentos el juego se ponía lento. Jean-François Morisse y Nourdine Nini de fr elogió los gráficos, animaciones, controles y el diseño de sonido pero criticó los momentos de lentitud que ocurrían por la gran cantidad de sprites presentes dentro del área. G. S. de de criticó el sonido pero elogió el aspecto visual y la jugabilidad. Cuatro críticos de Electronic Gaming Monthly comentaron positivamente el aspecto visual, diseño de sonido y jugabilidad. La revista alemana de elogío el título en varias ocasiones, y tanto Uwe Kraft como Ulf Schneider hablaron bien del aspecto visual y sonoro. De maera similar, cuatro columnistas de GameFan remarcaron de manera positiva el aspecto visual y la rápida jugabilidad.
Javier Iturrioz de es comentó la presentación visual, controles sencillos y jugabilidad, empezando con que "muchas veces pienso que la enorme jugabilidad de este videojuego nuca será sobrepasada por ninguna de sus continuaciones." Sin embargo, Iturrioz notó que las opciones no variaron mucho. Kyle Knight de AllGame remarcó de manera positiva el aspecto visual y la jugabilidad pero criticó el diseño de sonido y los controles, explicando que "Super Sidekicks es en verdad un paquete mixto. a veces es muy divertido, mientras que para otros es bien frustrante."

### Retrospectiva de revisiones
Super Sidekicks ha tenido opiniones divididas en los años recientes. Daav Valentaten de VentureBeat notó los gráficos coloridos, acción rápida, controles simples pero criticó la inhabilidad de escoger jugadores players, la precisión para robar el balón al rival y la versión para PlayStation Network. Elliott Osange de Bonus Stage inició diciendo que "Super Sidekicks puede atraer a los jugadores de la era de NEO GEO y a los fanáticos de fútbol que necesitan algo en sus vidas. Para jugadores casuales de deportes y no de deportes, sin embargo, es difícil hacer pases."
Un miembro de la revista alemana de dijo que la versión para PlayStation Network vía PlayStation Portable no tenía una dificultad definida ante la inteligencia artificial y elogió la presentación visual, recordando que el juego es entretenido pero que recomienda jugar mejor las secuelas. Trevor Gould de Pure Nintendo Magazine comentó sobre la extensa cantidad de sprites, velocidad del juego, diseño de sonido y presentación visual.
Dave Frear de Nintendo Life elogió la jugabilidad rápida y presentación visual pero criticó que en la repetición se pone lento, las opciones y la poca cantidad de equipos a escoger. .J.P Cobran de Nintendo World Report criticó los controles, la jugabilidad dispareja y el acercamiento.